# Tihomir Ognjanov
Tihomir Ognjanov (Тихомир Огњанов) est un footballeur yougoslave (né le 2 mars 1927 à Subotica - mort le 2 juillet 2006 à Subotica). Il évoluait au poste de défenseur.

## Biographie

### En sélection
- 28 sélections et 7 buts avec la  Yougoslavie de 1950 à 1956.